# Gueldenstaedtia gracilis
Gueldenstaedtia gracilis är en ärtväxtart som beskrevs av H.B.Cui. Gueldenstaedtia gracilis ingår i släktet Gueldenstaedtia och familjen ärtväxter. Inga underarter finns listade i Catalogue of Life.